# Tragia pacifica
Tragia pacifica är en törelväxtart som beskrevs av Mcvaugh. Tragia pacifica ingår i släktet Tragia och familjen törelväxter. Inga underarter finns listade i Catalogue of Life.